# Connie Hawkins
Pour les articles homonymes, voir Hawkins.
Cornelius Lance Hawkins, dit Connie Hawkins (né le 17 juillet 1942 à Brooklyn (New York) et mort le 6 octobre 2017), est un joueur professionnel américain de basket-ball de la National Basketball Association (NBA) et de l'American Basketball Association (ABA) et une légende des playgrounds de New York.

## Biographie

### Débuts
Hawkins est originaire de Bedford Stuyvesant, un quartier de Brooklyn. Il affirme qu'il dunka pour la première fois à l'âge de 11 ans. Hawkins s'imposa rapidement au Rucker Park, un terrain légendaire de New York, où les meilleurs joueurs s'affrontent.
Hawkins ne joua pas au lycée "Boys High" avant son année junior. Hawkins fut élu dans la All-City first team lors de son année junior quand les Boys demeurèrent invaincus et remportèrent la très relevée "PSAL" (Public School Athletic League) en 1959. Lors de son année senior, il inscrivit 25.5 points par match de moyenne, dont un match à 60 points, les Boys demeurant invaincus et remportant le titre "PSAL" en 1960. Hawkins obtint par la suite une bourse pour évoluer à l'université de l'Iowa.

### Université et enquête sur les paris illégaux
Lors de son année freshman aux Hawkeyes de l'Iowa, Hawkins fut une innocente victime d'un scandale sur les paris truqués qui a démarré à New York. Le nom de Hawkins apparut lors d'une audition avec un individu mêlé à ce scandale. Alors que certaines des personnes impliquées dans l'affaire connaissaient Hawkins, aucune, même le procureur de New York au centre du scandale, Jack Molinas, n'ont jamais impliqué Hawkins dans cette affaire.
Bien que Hawkins n'ait jamais été impliqué dans ces paris illégaux (lors de son année freshman, il ne pouvait participer à des épreuves sportives, en raison des règles NCAA en vigueur à l'époque) Hawkins était harcelé par les inspecteurs du New York City Police Department qui enquêtaient sur ce scandale.

### Son expulsion d'Iowa et ses années en ABL/ABA
À l'issue de l'enquête, bien qu'aucune charge ne fût retenue contre lui, Hawkins fut exclu d'Iowa. Aucune autre université - que ce soit en NCAA ou NAIA - ne lui offrit une nouvelle scolarité. Le commissaire de la NBA Walter Kennedy fit savoir qu'il ne validerait aucun contrat liant Hawkins à une équipe de la ligue. À cette époque, la NBA avait une politique bannissant les personnes impliqués dans des scandales liés aux paris.
Alors que la plupart des ligues majeures professionnelles de basket-ball l'avaient « blacklisté », Hawkins joua une saison pour les Pittsburgh Rens en American Basketball League (ABL) et fut nommé MVP de la ligue. Lorsque cette ligue fit faillite, Hawkins passa trois années sous les couleurs des Harlem Globetrotters.
Lors de cette période, Hawkins voyagea avec les Globetrotters, entama des poursuites contre la NBA, estimant que la ligue l'avait injustement banni de la NBA et qu'il n'y avait pas de preuves substantielles le liant à ces activités illégales. Les avocats de Hawkins lui suggérèrent de participer à la nouvelle American Basketball Association afin de montrer qu'il était suffisamment talentueux pour jouer en NBA.
Hawkins rejoignit les Pittsburgh Pipers lors de la saison inaugurale 1967-1968 de l'American Basketball Association, menant l'équipe à un bilan de 54 victoires - 24 défaites en saison régulière et un titre de champions ABA. Cette même année, Hawkins fut le meilleur marqueur de la ABA et remporta les trophées de MVP de ABA en saison régulière et en playoffs.
Les Pipers déménagèrent à Minnesota pour la saison 1968-1969, les blessures limitant Hawkins à 47 matchs. Les Pipers participèrent aux playoffs en dépit des blessures de leurs quatre joueurs majeurs, mais furent éliminés au premier tour.
À l'issue de la saison 1968-1969, la ABA se sépara de Hawkins, transférant ses droits à la nouvelle franchise d'expansion des Suns de Phoenix.

### Carrière NBA
Hawkins réussit immédiatement sa première saison avec les Suns, lors de la saison 1969-1970, disputant 81 matchs, avec une moyenne de 24,6 points par match et 5 passes décisives. Les Suns terminèrent 3e de la Conférence Ouest et furent éliminés par les Los Angeles Lakers.
Les deux saisons suivantes furent légèrement moins bonnes, Hawkins manquant 11 matchs à cause de blessures lors de la saison 1970-1971, inscrivant 21 points par match. Il réitérera ses statistiques la saison suivante, devenant meilleur marqueur des Suns lors de la saison 1971-1972.
Son déclin débuta par la suite, inscrivant 16 points de moyenne lors de la saison 1972-1973 pour les Suns et fut transféré aux Los Angeles Lakers en 1973-1974.
Les blessures limitèrent sa production en 1974-1975 et Hawkins termina sa carrière en 1975-1976, évoluant sous les couleurs des Atlanta Hawks

## Récompenses
Connie Hawkins fut nommé dans la « ABA All-Time team ».
Hawkins disputa quatre NBA All-Star Games et fut nommé dans la All-NBA First Team en 1969-1970. Son maillot numéro 42 a été retiré par les Suns.
Bien qu'il n'ait pas produit des statistiques et une carrière NBA impressionnantes, les observateurs reconnurent ses qualités athlétiques et ses performances dans les autres ligues lui permirent d'être intronisé au Basketball Hall of Fame en 1992.